# 陳飛龍
陳飛龍（英語：Alfred F. L. Chen，1937年10月2日—），生於英屬香港九龍，籍貫福建南安，臺灣企業家與政治人物之一，現任南僑化學工業股份有限公司董事長、南僑集團（Namchow Group）會長。

## 生平
其父陳其志，為菲律賓華僑，在民國時期回上海。其母蘇慈懿，為印尼華僑，為醫師。兩人居住在上海法租界，經營紡織工廠。陳飛龍為家中長子，其弟陳飛鵬。因為中國抗日戰爭影響，其母在懷孕後，乘飛機至英屬香港待產，在九龍一間醫院生下陳飛龍，以其出生地，將他命名為飛龍。在出生後，陳飛龍隨其母回到上海，之後至福建泉州避難。
1945年第二次世界大戰結束後，全家回到上海，1948年隨其父至台北市參加台灣省博覽會，首次到達台灣。因第二次國共內戰，於1949年上海戰役前夕，全家來到台北，居住在重慶南路一帶。其父陳其志在台北市文山區經營芳川礦業社與南僑化工。
初中進入淡江中學（今新北市私立淡江高級中學），後進入板橋高中，大學畢業於淡江大學外語系，留學美國，取得舊金山大學公共行政碩士。回國後，進入家族事業，在芳川礦業公司工作。1974年，其父過世，陳飛龍接下家族事業，成為南僑化工董事長。
陳飛龍在南僑化工之外，曾投資多個不同領域。曾創辦廣告公司,投資張小燕主持的華視綜藝節目《綜藝一百》，與台灣演藝圈關係良好。
在政治領域，親民黨曾於2001年提名其擔任全國不分區立法委員，但未進入當選名單。劉松藩於2004年辭職後，曾遞補其半年之任期，擔任不分區立法委員。
1963年,創立水晶肥皂
2017年，南僑化學工業股份有限公司更名登記為「南僑投資控股股份有限公司」。
2021年，南僑上海A股掛牌上市，為台灣首家A股掛牌上市食品企業。

## 家庭
陳飛龍與元配黃孝泉育有二子一女。

## 諮詢與顧問
- 全國經濟發展會議諮詢委員
- 中華民國行政院勞工委員會委員
- 中華民國經濟部產業發展諮詢委員會委員
- 中華民國全國工業總會理事、常務理事、顧問
- 中華民國工商協進會常務理事、顧問
- 中華民國勞資關係協進會理事長、名譽理事長
- 中華民國勞資爭議仲裁協會理事長
- 中華民國僑資關係協進會理事長
- 財團法人中國生產力中心常務董事
- 財團法人食品工業發展研究所常務董事
- 台灣食品科學技術學會理事長

## 引用
1. .   [2014-10-15]. （原始内容存档于2016-03-04） （中文（臺灣））.
2. ↑  張欽發. . 鉅亨網. 2016-10-20  [2024-01-21].

## 外部連結
- 南僑集團 （页面存档备份，存于）
- 南僑園地：飛龍棧主的部落格